# Morăști, Argeș
Morăști este un sat în comuna Cepari din județul Argeș, Muntenia, România.